# Gongyi
Gongyi (Chinees: 巩义市; pinyin: Gǒngyì Shì)  is een stad en arrondissement in de prefectuur Zhengzhou in de provincie Henan van de Volksrepubliek China. Bij de volkstelling in 2020 had de stad Gongyi 511.241 inwoners, het arrondissement had 785.242 inwoners.
De stad ligt tussen de miljoenensteden Luoyang en Zhengzhou.
De stad stond ooit bekend als Zhenxun (斟鄩) en was naar verluidt de hoofdstad van China tijdens een deel van de Xia-dynastie (2205 en 1766 v.Chr.). De beroemde Song-graven liggen in Gongyi. Ze vormen de laatste rustplaats van zeven keizers van de Noordelijke Song-dynastie.